# Титус Далевський
Титус Далевський (пол. Tytus Dalewski, лит. Titas Dalevskis; 1840-1864) — один з лідерів антиросійського січневого повстання 1863 року у Вільні.

## Біографія
Народився в сім'ї дрібного шляхтича Домініка Далевського. Навчався у Віленської гімназії, де дружив з поетом Францішеком Богушевичем. Брав участь в революційному студентському русі в Москві і Петербурзі, де в цей час навчався в університетах. Один із сподвижників Кастуся Калиновського напередодні повстання. з літа 1863 року в керівництві повстанням. Коли повстання очолив генерал Ромуальд Траугутт, був призначений на посаду повстанського начальника Вільна.
У грудні 1863 заарештований на квартирі вдови поета Владислава Сирокомлі, дітей якої навчав російській мові. 27 грудня 1863 року Далевський був засуджений військово-польовим судом до смертної кари через розстріл. Публічно страчений 11 січня 1964 року на Лукишкській площі у Вільно.
Його мати і сестри були заслані, так що ніхто з них не зумів попрощатися з братом і сином.